# Powiat kamieniecki
Powiat kamieniecki dawny główny powiat województwa podolskiego a potem guberni podolskiej. Siedzibą był Kamieniec Podolski.
W roku 1882 było 14 gmin w z siedzibami w następujących miejscowościach:
1. Gródek i Kupin w dzisiejszym rejonie gródeckim
2. Dłużek, Olchowiec, Orynin, Hawryłowce, Rychty i Wróblowce w dzisiejszym rejonie kamienieckim
3. Kujawy w dzisiejszym rejonie jarmolinieckim
4. Cykowa(inne języki), Czemerowce i Lanckoroń w dzisiejszym rejonie czemerowieckim
5. Maków i Smotrycz w dzisiejszym rejonie dunajowieckim